# Thiên Nhẫn
Thiên Nhẫn là một xã thuộc tỉnh Nghệ An, Việt Nam. Xã được hình thành trên cơ sở sáp nhập các xã Khánh Sơn, Nam Kim và Trung Phúc Cường của huyện Nam Đàn trong đợt Sáp nhập tỉnh thành Việt Nam 2025.

## Địa lý
Xã Thiên Nhẫn có vị trí địa lý:
- Phía Đông giáp xã Hưng Nguyên Nam
- Phía Nam giáp xã Đức Minh, tỉnh Hà Tĩnh
- Phía Tây giáp xã Sơn Tiến, tỉnh Hà Tĩnh
- Phía Bắc giáp xã Kim Liên, xã Vạn An tỉnh Nghệ An.

Xã Thiên Nhẫn có diện tích tự nhiên 70,81 km2.

## Hành chính và tên gọi
Xã Thiên Nhẫn được thành lập theo Nghị quyết số 1678/NQ-UBTVQH15 của Ủy ban Thường vụ Quốc hội Việt Nam, ban hành ngày 16 tháng 6 năm 2025. Theo đó, sắp xếp toàn bộ diện tích tự nhiên, quy mô dân số của các xã Khánh Sơn, Nam Kim và Trung Phúc Cường thuộc huyện Nam Đàn trước đây thành một xã mới có tên gọi là xã Thiên Nhẫn.
Trước đó, theo Đề án sắp xếp đơn vị hành chính cấp xã tỉnh Nghệ An, xã này là xã Nam Đàn 4.
Sau sắp xếp xã có diện tích tự nhiên: 70,81 km2, quy mô dân số: 40.885 người.